# Les deux font la paire (film)
Pour l’article homonyme, voir Les deux font la paire (série télévisée).
Pour plus de détails, voir Fiche technique et Distribution.
Les deux font la paire est un film français réalisé par André Berthomieu, sorti en 1955.

## Synopsis
Deux comédiens sans envergure imaginent une machination pour se faire connaître. Dans leur scénario, Achille Baluchet, amoureux de Myra, la vedette de la revue, assassinera par jalousie son ami Trignol, lequel disparaîtra pour accréditer la thèse du crime, avant de revenir au moment du procès pour l'innocenter.
Mais le scénario ne se déroule pas comme prévu : si Achille Baluchet est bien accusé de meurtre, la presse ne s'intéresse pas à lui mais à Myra qui devient l'héroïne du drame. Par ailleurs, Trignol qui devait revenir innocenter  Baluchet est arrêté à Berlin par le KGB et confondu avec un espion.

## Fiche technique
- Titre : Les deux font la paire
- Réalisateur : André Berthomieu, assisté de Raymond Bailly
- Scénario : Paul Gury
- Adaptation : André Berthomieu
- Dialogues : Loïc Le Gouriadec et Roger Pierre
- Photographie : Georges Million
- Musique : Henri Betti
  - Chanson composée par Henri Betti avec des paroles d'André Hornez et interprétée par Édith Georges : Oh ! Zoé
- Décors : Raymond Nègre
- Costumes : Colette Durand
- Producteurs : André Berthomieu et Gilbert Cohen-Seat[1]
- Sociétés de production : Bertho Films et Orsay Films
- Pays de production :  France
- Format :  Noir et blanc - 1,37:1 - 35 mm - Son mono
- Genre : Comédie
- Durée : 90 minutes
- Date de sortie : 
  - France : 11 février 1955

## Distribution
- Jean Richard : Achille Baluchet
- Jean-Marc Thibault : Hector Trignol
- Édith Georges : Myra
- Fred Pasquali : le directeur du théâtre
- Maurice Biraud : l'avocat
- Pauline Carton : la concierge
- Alice Tissot : l'habilleuse
- Arthur Allan : Ivan
- Sabine André : la caissière
- Jacques Ary : un gardien de prison
- Hugues de Bagratide : le juge de Sergarie
- René Bergeron : le magistrat
- Robert Blome : le coiffeur
- Charles Bouillaud : Lamuche, un policier
- Rivers Cadet : un médecin
- Jo Dest : l’Allemand
- Robert Destain : le juge d'instruction
- Arthur Devère : le détective
- Paul Faivre : le gardien
- Pierre Ferval : un policier
- Marcel Loche : un greffier
- Jacqueline Maillan : Olga
- Alexandre Mihalesco : l'ordonnance
- Gaston Orbal : un médecin
- Jackie Rollin : la femme "cow-boy"
- Robert Rollis : Pinard, le régisseur
- Marcel Vibert : le président du tribunal
- Roger Vincent : un médecin
- Pascale Audret
- Max Berger
- Max Desrau : un bourreau
- Bernard Dumaine
- Guy Lionel
- Franck Maurice
- Daniel Mendaille
- Nono Zammit

## Autour du film
- Remake du propre film d'André Berthomieu, Le Mort en fuite, 1936.
- René Clair tourna en Grande-Bretagne une autre version qui sortit en 1937. Jack Buchanan et Maurice Chevalier en étaient les protagonistes. Titre original : Break the News.